# Caroline Aaron
Pour les articles homonymes, voir Aaron.
Caroline Aaron est une  actrice et productrice américaine née le 7 août 1957  à Richmond, Virginie (États-Unis).

## Biographie

### Vie privée
Elle est mariée depuis 1981 à James Foreman avec qui elle a eu deux enfants.

## Filmographie

### Comme actrice
(décembre 2023).
- 1982 : Reviens Jimmy Dean, reviens (Come Back to the Five and Dime, Jimmy Dean, Jimmy Dean), de Robert Altman : Martha
- 1983 : Avis de recherche (Without a Trace) de Stanley R. Jaffe
- 1983 : Baby It's You (en): une serveuse
- 1984 : The Brother from Another Planet de John Sayles : Randy Sue Carter
- 1986 : La Brûlure (Heartburn) de Mike Nichols : Judith
- 1987 : Vous avez dit dingues ? (O.C. and Stiggs) de Robert Altman : Janine
- 1987 : Anna de Yurek Bogayevicz : Interviewer
- 1988 : Working Girl de Mike Nichols : Petty Marsh Secretary
- 1989 : Crimes et Délits (Crimes and Misdemeanors) de Woody Allen : Barbara
- 1990 : Edward aux mains d'argent (Edward Scissorhands) de Tim Burton : Marge
- 1990 : Alice de Woody Allen : Sue
- 1991 : Dead and Alive: The Race for Gus Farace (TV) : Dolly
- 1992 : Ma vie est une comédie (This Is My Life) de Nora Ephron : Martha Ingels
- 1992 : Maris et Femmes (Husbands and Wives) de Woody Allen : Dinner party guest
- 1993 : The Pickle de Paul Mazursky : Nancy Osborne
- 1993 : Nuits blanches à Seattle (Sleepless in Seattle) de Nora Ephron : Dr Marcia Fieldstone
- 1994 : Joyeux Noël (Mixed Nuts) de James Parrott : Hotline Caller (voix)
- 1995 : Papa, l'ange et moi (Dad, the Angel & Me) (TV) : Abby
- 1995 : A Modern Affair (en) de Vern Oakley (en) : Elaine
- 1996 : White Lies : Gallerist
- 1996 : À table (Big Night) de Campbell Scott : Woman in Restaurant
- 1996 : The Boys Next Door (en) (TV) : Mrs. Warren
- 1996 : Kid... napping ! (House Arrest) : Louise Finley
- 1997 : Dinner and Driving : Roz
- 1997 : Weapons of Mass Distraction (en) (TV) : Robin Zimmer
- 1997 : Harry dans tous ses états (Deconstructing Harry) : Doris
- 1998 : Primary Colors : Lucille Kaufman
- 1998 : There's No Fish Food in Heaven : Venessa
- 1998 : Sex and the City épisode 7, première année (TV) : Pamela Glock
- 1999 : A Fine Day for Flying : Madelyn
- 1999 : Dying to Live (de) (TV) : Detective
- 1999 : Ma mère, moi et ma mère (Anywhere But Here) : Gail Letterfine
- 1999 : Morrie : Une leçon de vie (Tuesdays with Morrie) (TV) : Connie
- 2000 : De quelle planète viens-tu ? (What Planet Are You From?) : Nadine Jones
- 2000 : Cabale médiatique (en) (An American Daughter) (TV) : Veronica
- 2000 : Running Mates (TV) : Jody Daniels
- 2000 : Le Bon Numéro (Lucky Numbers) : Nurse Sharpling
- 2000 : Un amour infini (Bounce) : Donna
- 2001 : Un bébé sur les bras (Nobody's Baby) : Docteur
- 2001 : L'Amour selon Amy (en) (Amy's Orgasm) : Janet Gaines
- 2001 : Never Again : Elaine
- 2001 : Joe La Crasse (Joe Dirt) : la mère de Joe
- 2001 : When Billie Beat Bobby (en) (TV)
- 2002 : Pumpkin : Claudia Prinsinger
- 2002 : La Vie secrète de Zoey (The Secret Life of Zoey) (TV) : Mimi
- 2003 : Two Days : Mme Miller
- 2004 : Polly et moi (Along Came Polly) : Wedding Coordinator
- 2004 : Call Waiting : Judy Baxter / Carol Lane
- 2004 : A Day Without a Mexican : Tante Gigi
- 2004 : Cellular : Marilyn Mooney
- 2004 : Beyond the Sea : Nina Cassotto Maffia
- 2004 : Quand la vie est Rose (Revenge of the Middle-Aged Woman) (TV) : Madeleine
- 2005 : Et si c'était vrai... (Just Like Heaven) : Grace
- 2006 : Grilled (vidéo) : Faye Goldbluth
- 2007 : Nancy Drew : Barbara
- 2008 : Surveillance : Janet
- 2009 : Monk (Saison 7, épisode 15) (série TV) : Aunt Shiela
- 2009 : Desperate Housewives (Saison 6, épisode 10) (série TV) : Daphne Bicks
- 2009 : Love Hurts : Wanda
- 2010 : La Guerre des pères : Elaine
- 2010 : Childrens Hospital (Saison 2, épisode 7) (série TV) : Glenn's Mom
- 2012 : 21 Jump Street : Annie Schmidt
- 2014 : 22 Jump Street : Annie Schmidt
- 2017 : Bitch de Marianna Palka : Nana
- 2021 - 2024 : Ghosts : fantômes à la maison : Carol
- 2024 : Carla et moi (Between the Temples) de Nathan Silver : Meira Gottlieb

### Comme productrice
- 2001 : All Over the Guy